# Ndau
El ndau (també anomenat chiNdau, Chindau, Ndzawu, Njao, Sofala, Southeast Shona, Chidanda) és un dels dialectes del xona. És parlat pels pobles de la regió de Chipinge (Zimbabwe). part del seu vocabulari és molt semblant al del ndebele i sovint aquest dialecte pot sonar molt diferent del xona bàsic.
Almenys alguns parlants tenen un clic bilabial nasal on els dialectes veïns tenen /mw/, com a mwana 'noi'.

## Text de mostra
La llengua chiNdau com a membre del grup de les llengües xona mostra algunes similituds amb altres llengües xona i és més similars a les llengües xona de l'est. És parcialment intel·ligible amb el xona estàndard, tot i que als parlants d'altres llengües xona els pot resultar difícil d'entendre. La lectura de la següent frase chiNdau (l'oració del Senyor), les diferències de la llengua xona són relativament menors, però sens dubte en presenta:
Baba edu ari mudenga, ngariremeredzwe zina renyu. UMambo hwenyu ngahuuye. Kuda kwenyu ngakuitwa munyika kudai ngomudenga. Tipei nege kurya kwedu kwatinotama nyamashi. Tirekererei ndaa dzedu kudai tisu takarekerera avo vane ndaa kwetiri. Usatipinza mukuedzwa, asi tinunure kuno uwo wakashata.
la frase equivalent en 'xona estàndard' és:
Baba vedu vari kudenga, zita renyu ngarikudziwe. UMambo hwenyu ngahwuuye. Kuda kwenyu ngakuitwe pasi sokudenga. Tipei nhasi kudya kwedu kwakwezuva. Tiregererei zvatinokutadzirai sekuregerera kwatinoita vakatitadzira. Musatipinze mukuedzwa, asi mutinunure mune zvakaipa.

## Alfabet
Mentre que el corrent principal xona exclou L, Q i X del seu alfabet, fa el mateix el ndau com es mostra en els següents exemples:
1. Xona principal "Akatizira i ndau Akafohla: 'L' és usat en el dígraf hl pel so [ɬ].
2. Xona principal "kuridza tsamwa i ndau kuxapa: 'X' és usat pel clic [ǁ].
3. Xona principal "Kurara i ndau Kuqambaya: 'Q' és usat pel clic [ǃ].

Aquests sons s'han adquirit de les veïnes llengües nguni.